# ايكافان اينثاسين
ايكافان اينثاسين (بالتايلندية: เอกพันธ์ อินทเสน) (23 سبتمبر 1983 في تايلاند - ) هو لاعب كرة قدم تايلندي في مركز الوسط. شارك مع منتخب تايلاند تحت 17 سنة لكرة القدم ومنتخب تايلاند تحت 20 سنة لكرة القدم ومنتخب تايلاند تحت 23 سنة لكرة القدم ومنتخب تايلاند لكرة القدم. أما مع النوادي، فقد لعب مع نادي بوليس تيرو ونادي تشونبوري وBangkok Bank F.C. ‏ وJumpasri United F.C. ‏ ونادي باثوم يونايتد ونادي نام دينه ونادي بورت.

## روابط خارجية
- ايكافان اينثاسين على موقع قاعدة بيانات كرة القدم.إي يو (الإنجليزية)
- ايكافان اينثاسين على موقع ناشيونال فوتبول تيمز (الإنجليزية)
- ايكافان اينثاسين على موقع Soccerway.com (الإنجليزية)
- ايكافان اينثاسين على موقع عالم كرة القدم.نت (الإنجليزية)